# Юзельданж
Юзельданж (люкс. Useldeng, фр. Useldange) — коммуна в Люксембурге, располагается в округе Дикирх. Коммуна Юзельданж является частью кантона Реданж. В коммуне находится одноимённый населённый пункт.
Население составляет 1498 человек (на 2008 год), в коммуне располагаются 570 домашних хозяйств. Занимает площадь 23,92 км² (по занимаемой площади 35 место из 116 коммун). Наивысшая точка коммуны над уровнем моря составляет 377 м. (82 место из 116 коммун), наименьшая 232 м. (48 место из 116 коммун).

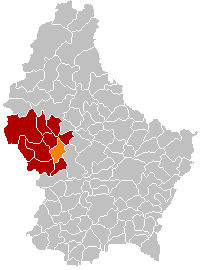
Оранжевый цвет - коммуна Юзельданж, красный - кантон Реданж.